# Félix Baciocchi (1803-1866)
Pour les articles homonymes, voir Félix Baciocchi et Baciocchi.
Félix Baciocchi (Félix Marius Joseph François, dit Félix-Marnès), né le 2 février 1803 (13 pluviôse an XI) ou 2 mars 1803 à Ajaccio et mort le 23 septembre 1866 à Paris, est un homme politique français.

## Biographie
Il fut un temps colonel dans la Garde Nationale en Corse sous la IIe République.
Neveu de Félix Baciocchi (mari d'Élisa Bonaparte et beau-frère de Napoléon Ier), il fut chargé en 1852 par Louis-Napoléon Bonaparte alors président de la République, de missions diplomatiques en Grèce, en Égypte et en Turquie. 
Sous le Second Empire, il devint premier chambellan de l'empereur Napoléon III en 1853 et fut nommé en 1855 « surintendant des spectacles de la Cour » et surintendant général des Théâtres de l'Empire puis, à partir du 5 mars 1866, sénateur de l'Empire.
En 1865, il fut élevé à la dignité de Grand officier de la Légion d'honneur.